# ATP German Open 1998
Il German Open 1998 è stato un torneo di tennis giocato sulla terra rossa. È stata la 92ª edizione dell'Hamburg Masters, che fa parte della categoria ATP Super 9 nell'ambito dell'ATP Tour 1998. Si è giocato al Rothenbaum Tennis Center di Amburgo in Germania, dal 4 all'11 maggio 1998.

## Campioni

### Singolare
Albert Costa ha battuto in finale  Àlex Corretja che si ritirato sul punteggio di 6–2, 6–0, 1–0.

### Doppio
Donald Johnson /  Francisco Montana hanno battuto in finale  David Adams /  Brett Steven con il punteggio di 6–2, 7–5.